# نابودی (فیلم ۲۰۱۳)
نابودی یا ویران کردن (به انگلیسی: Raze) فیلمی محصول سال ۲۰۱۳ و به کارگردانی جان سی والر است. در این فیلم بازیگرانی همچون زویی بل، ریچل نیکولز، تریسی توماس، شریلین فن، داگ جونز، بروس توماس، آدریانا ویلکینسون، ربکا مارشال، آلین کوئینسی، بیلی آن برادرز، جردن جیمز اسمیت و رزاریو داوسون ایفای نقش کرده‌اند.